# Rustia occidentalis
Rustia occidentalis là một loài thực vật có hoa trong họ Thiến thảo. Loài này được (Benth.) Hemsl. miêu tả khoa học đầu tiên năm 1881.